# Karl Wendlinger
Karl Wendlinger (20. listopadu 1968, Kufstein) je rakouský automobilový závodník a bývalý pilot formule 1. Je ženatý a má dvě děti.

## Kariéra

### Začátky
Začal závodit v motokárách, poté přešel přes formuli Ford do německé Formule 3, kde debutoval v roce 1988 desátým místem a titulem mistra Rakouska. V roce 1989 získal titul, což mu dopomohlo k místo továrního pilota Mercedes-Benz pro rok 1990. Zde závodil v týmu Sauber spolu s Michaelem Schumacherem, Heinz-Haraldem Frentzenem, Maurem Baldim či Jean-Louisem Schlesserem. V mistrovství světa sportovních vozů 1990 získal celkové páté místo.
V roce 1991 pokračoval s Mercedesem ve sportovních vozech a zároveň jezdil Formuli 3000 v týmu Helmuta Marka.

### Formule 1

#### 1991: Leyton House Racing
Na konci sezony 1991 mu Mercedes sehnal sedačku závodního pilota F1 v týmu Leyton House Racing, za který odjel poslední dvě velké ceny této sezony, které ovšem nedokončil. Debutoval v Grand Prix Japonska 1991, do které se kvalifikoval 22. místem ze 26 startujících. Ovšem hned v první zatáčce způsobil hromadnou havárii a ze závodu odstoupil.

#### 1992: March
V roce 1992 přestoupil do týmu March Engineering, jeho týmovým kolegou se stal Paul Belmondo. Největšího úspěchu dosáhl v Grand Prix Kanady 1992, kde obsadil 4. místo. Tým však sezonu kvůli finančním problémům nedokončil. Wendlinger v Poháru jezdců získal 12. příčku.

#### 1993-1995: Sauber
V roce 1993 spojil svoji kariéru opět s Peterem Sauberem, jehož tým v této sezoně debutoval. Wendlinger v Grand Prix Itálie 1993 vyjel 4. místo a celkově obdržel 7 bodů a celkově opět dvanáctý. O dva body a jednu pozici tak předstihl mnohem zkušenějšího týmového kolegu JJ Lehta. V kvalifikacích stabilně vůz obsazoval příčky v první osmičce pilotů.
Sezonu 1994 zahájil v Grand Prix Brazílie 1994 jedním bodem za šesté místo. V Grand Prix San Marina 1994 skončil čtvrtý, ovšem v této velké ceně přišli o život Wendlingerův krajan Roland Ratzenberger a brazilská legenda Ayrton Senna. Poté této strašné události se šokovaný svět formule 1 přesunul do Monaka. V prvním pátečním tréninku Rakušan ztratil kontrolu nad vozem a v blízkosti slavného tunelu narazil do bariéry, měl těžká zranění hlavy a zlomené obě nohy. Lékař FIA na místě stabilizoval jeho životní funkce. Wendlinger se z kómatu probral po týdnu. Do konce sezony probíhala jeho rekonvalescence. Tým Sauber mu dal příležitost vrátit se v roce 1995, ovšem jeho výsledky byly špatné a ještě před osudovou velkou cenou Monaka Rakušana vystřídal Jean-Christophe Boullion, kterého Wendlinger opět vystřídal na poslední dvě grand prix.

### Po F1
Po odchodu z královské disciplíny sbíral úspěchy ve sportovních a cestovních vozech. V roce 1999 vyhrál s Olivierem Berettou Mistrovství FIA GT. V roce 2002 závodil v týmu Abt-Audi v DTM. Ovšem poté se vrátil do šampionátu FIA GT, kde řídil s Andreou Bertolinim Maserati MC12. Od roku 2007 závodí v týmu Jetalliance Racing po boku s Ryanem Sharpem, hned v první sezoně skončili se třemi výhrami na celkovém druhém místě. Za tento výkon byl zvolen nejlepším rakouským automobilovým závodníkem roku 2007. I roku 2008 pokračoval v týmu Jetalliance Racing, který ovšem ke konci roku musel z finančních problémů ze soutěže odstoupit. V roce 2009 s Sharpem závodil za český tým KplusK Motorsport. S tímto týmem vyhrál 2 podniky z prvních čtyřech A dále se umísťoval s R. Sharpem na prvních příčkách. Avšak ke konci sezony se Tým K plus K motorsport, kvůli neshodám s vedením šampionátu FIA GT1, posledních třech podniků nezúčastnil. V roce 2010 závodí ve stejné sérii v týmu Swiss Racing.

## Kompletní výsledky ve Formuli 1
| Legenda k tabulce | Legenda k tabulce                                                                       |
| Barva             | Výsledek                                                                                |
| ----------------- | --------------------------------------------------------------------------------------- |
| Zlatá             | Vítěz                                                                                   |
| Stříbrná          | 2. místo                                                                                |
| Bronzová          | 3. místo                                                                                |
| Zelená            | Bodované umístění                                                                       |
| Modrá             | Nebodované umístění                                                                     |
| Modrá             | Dokončil neklasifikován (NC)                                                            |
| Fialová           | Odstoupil (Ret)                                                                         |
| Červená           | Nekvalifikoval se (DNQ)                                                                 |
| Červená           | Nepředkvalifikoval se (DNPQ)                                                            |
| Černá             | Diskvalifikován (DSQ)                                                                   |
| Bílá              | Nestartoval (DNS)                                                                       |
| Bílá              | Závod zrušen (C)                                                                        |
| Světle modrá      | Pouze trénoval (PO)                                                                     |
| Světle modrá      | Páteční testovací jezdec (TD)                                                           |
| Bez barvy         | Netrénoval (DNP)                                                                        |
| Bez barvy         | Vyřazen (EX)                                                                            |
| Bez barvy         | Nepřijel (DNA)                                                                          |
| Bez barvy         | Odvolal účast (WD)                                                                      |
| Bez barvy         | Nezúčastnil se (prázdné)                                                                |
| Označení          | Význam                                                                                  |
| Tučnost           | Pole position                                                                           |
| Kurzíva           | Nejrychlejší kolo                                                                       |
| †                 | Jezdec nedojel do cíle, ale byl klasifikován, protože odjel více než 90 % délky závodu. |
| ‡                 | Byl udělován poloviční počet bodů, protože bylo odjeto méně než 75 % délky závodu.      |
| Horní index       | Umístění bodujících jezdců ve sprintu                                                   |

| Rok  | Tým                  | Šasi               | Motor             | 1       | 2       | 3       | 4       | 5       | 6       | 7     | 8       | 9       | 10     | 11      | 12      | 13     | 14      | 15      | 16     | 17      | Umístění  | Body |
| ---- | -------------------- | ------------------ | ----------------- | ------- | ------- | ------- | ------- | ------- | ------- | ----- | ------- | ------- | ------ | ------- | ------- | ------ | ------- | ------- | ------ | ------- | --------- | ---- |
| 1991 | Leyton House Racing  | Leyton House CG911 | Ilmor V10         | USA     | BRA     | SMR     | MON     | CAN     | MEX     | FRA   | GBR     | GER     | HUN    | BEL     | ITA     | POR    | ESP     | JPN Ret | AUS 20 |         | -         | 0    |
| 1992 | March F1             | March CG911        | Ilmor V10         | RSA Ret | MEX Ret | BRA Ret | ESP 8   | SMR 12  | MON Ret | CAN 4 | FRA Ret | GBR Ret | GER 16 | HUN Ret | BEL 11  | ITA 10 | POR Ret | JPN     | AUS    |         | 12. místo | 3    |
| 1993 | Sauber               | Sauber C12         | Sauber V10        | RSA Ret | BRA Ret | EUR Ret | SMR Ret | ESP Ret | MON 13  | CAN 6 | FRA Ret | GBR Ret | GER 9  | HUN 6   | BEL Ret | ITA 4  | POR 5   | JPN Ret | AUS 15 |         | 12. místo | 7    |
| 1994 | Sauber Mercedes      | Sauber C13         | Mercedes-Benz V10 | BRA 6   | PAC Ret | SMR 4   | MON DNS | ESP     | CAN     | FRA   | GBR     | GER     | HUN    | BEL     | ITA     | POR    | EUR     | JPN     | AUS    |         | 19. místo | 4    |
| 1995 | Red Bull Sauber Ford | Sauber C14         | Ford V8           | BRA Ret | ARG Ret | SMR Ret | ESP 13  | MON     | CAN     | FRA   | GBR     | GER     | HUN    | BEL     | ITA     | POR    | EUR     | PAC     | JPN 10 | AUS Ret | -         | 0    |